# Malarstwo naiwne z Kovačicy
Malarstwo naiwne z Kovačicy (serb. Ковачичко наивно сликарство, Kovačičko naivno slikarstvo; słow. Insitné umenie Kovačice) – rodzaj sztuki naiwnej zapoczątkowany w latach 30. XX wieku i praktykowany przez społeczność słowacką zamieszkującą okolice miasta Kovačica w okręgu południowobanackim, w Wojwodinie, w północnej Serbii.
W 2024 roku tradycja wpisana została na listę reprezentatywną niematerialnego dziedzictwa kulturowego UNESCO.

## Historia
Początki malarstwa naiwnego w rejonie Kovačicy sięgają końca lat 30. XX wieku. W 1939 roku Martin Paluška i Jan Sokol zaczęli tworzyć obrazy, nie posiadając formalnego wykształcenia akademickiego w tym kierunku. Wkrótce dołączyli do nich Mihal Bireš, Vladimir Boboš, Jan Knjazovic i Martin Jonaš. Tematyka ich prac początkowo była zupełnie niezwiązana z regionem Banatu i obejmowała np. weneckie gondole, romantyczne zamki czy afrykańskie zwierzęta. Kopiowali oni również pocztówki oraz prace znanych malarzy. Od 1953 roku, dzięki radom Stojana Trumicia, artyści zaczęli przedstawiać lokalne krajobrazy, życie wiejskie i miejscowy folklor.
Z czasem praktyka stopniowo rozprzestrzeniła się na inne zamieszkiwane przez mniejszość słowacką miasta i wsie Wojwodiny, do których należą m.in. Padina, Pančevo, Stara Pazova, Gložan, Janošik i Aradac. Dzieła zaczęło tworzyć coraz więcej artystów, w tym kobiet, spośród których jedną z najbardziej znanych była Zuzana Halupova (określana przydomkiem Mama Zuzana). W maju 1955 roku w domu kultury w Kovačicy otwarto galerię poświęconą miejscowej sztuce naiwnej, przeniesioną w 1989 roku do wyremontowanego domu wiejskiego w centrum miasta. W drugiej połowie XX wieku tradycja została zauważona i zyskała uznanie zarówno na szczeblu krajowym, jak i międzynarodowym. Rozkwit i szczyt popularności malarstwa naiwnego z Kovačicy przypadł na lata 60. i 70. XX wieku. Dzieła banackich artystów były wówczas prezentowane na licznych wystawach w Jugosławii oraz za granicą.
W 2024 roku podczas odbywającej się w Asunción 19. sesji Międzyrządowego Komitetu ds. Ochrony Niematerialnego Dziedzictwa Kulturowego tradycja wpisana została na listę reprezentatywną niematerialnego dziedzictwa kulturowego UNESCO.

## Charakterystyka

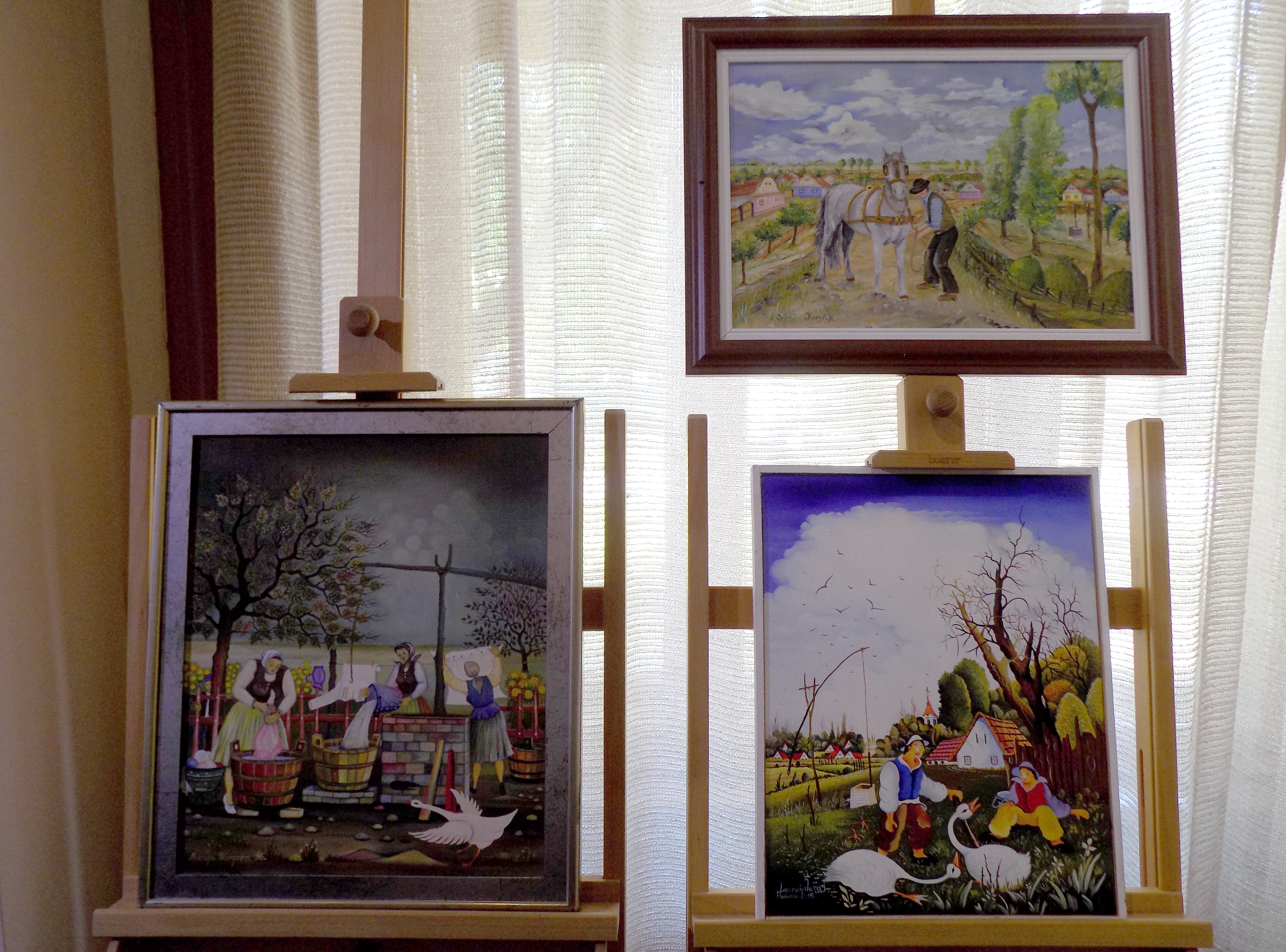
Obrazy w galerii w Kovačicy (2020)

Lokalna praktyka malarska nawiązuje do tradycji malowania różnych przedmiotów i zdobienia ich motywami przedstawiającymi życie codzienne i życie kulturalne miejscowej ludności wiejskiej oraz jej obrzędy. Tematy wykonywanych w Kovačicy obrazów są więc związane głównie z wsią, rolnictwem, pasterstwem, myślistwem, lokalną historią i krajobrazami oraz ulicami, domami, podwórkami, przedmiotami, strojami, uroczystościami rodzinnymi i dorocznymi rytuałami czy starymi rzemiosłami. Zdarzają się także prace poruszające motywy mitologiczne i biblijne oraz zwierząt, roślin i czterech pór roku. Dzieła miejscowej sztuki naiwnej odzwierciedlają również relacje między jednostką a społecznością oraz środowiskiem naturalnym.
Pierwotnie dekorowaniem mebli, zastawy stołowej czy tekstyliów zajmowały się wyłącznie kobiety, ale z czasem tworzyć zaczęli również mężczyźni i współcześnie liczba malarzy i malarek jest dość wyrównana. Artyści są samoukami, a malowane głównie na płótnie obrazy charakteryzują się zastosowaniem jasnych i żywych odcieni farb olejnych. Dzieła starszych i bardziej doświadczonych twórców cechuje większa ekspresja i przywiązanie do tradycyjnych tematów, natomiast młodsi twórcy w swoich pracach chętnie sięgają do nowoczesnych motywów, inspirowanych coraz bardziej zurbanizowanym otoczeniem, przy jednoczesnym zachowaniu tradycyjnych technik i form.
Transmisja tradycji odbywa się w sposób nieformalny oraz formalny. Wiedza o malarstwie przekazywana jest z pokolenia na pokolenie w rodzinach, a starzy mistrzowie również dzielą się z młodzieżą swoimi umiejętnościami i technikami malarskimi. W sposób formalny tradycja jest dokumentowana, promowana i przekazywana przez miejscowe galerie i instytucje kultury, takie jak np. Muzeum Wojwodińskich Słowaków w Bačkim Petrovacu, otwarta w połowie lat 70. XX wieku Galeria Sztuki Naiwnej w Padinie, Galeria „Babka” w Kovačicy, czy Galeria Sztuki Naiwnej w Kovačicy (której kolekcja zawiera ponad 800 dzieł autorstwa 46 malarzy), przez organizacje zrzeszające Słowaków w Serbii, a także dzięki odbywającym się szkoleniom, warsztatom i wystawom, które jednocześnie integrują lokalną społeczność.

## Galeria

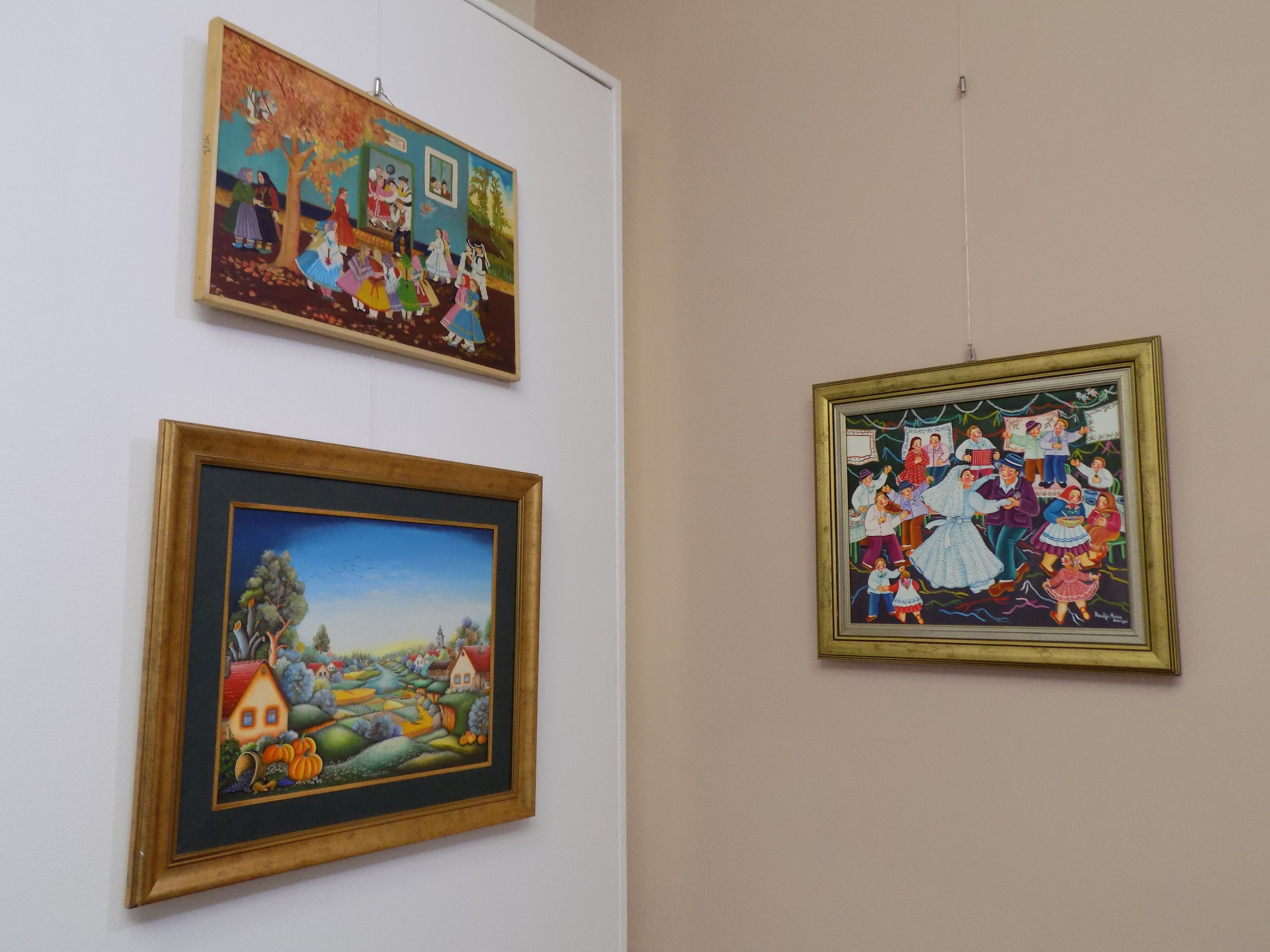
Obrazy w galerii w Kovačicy
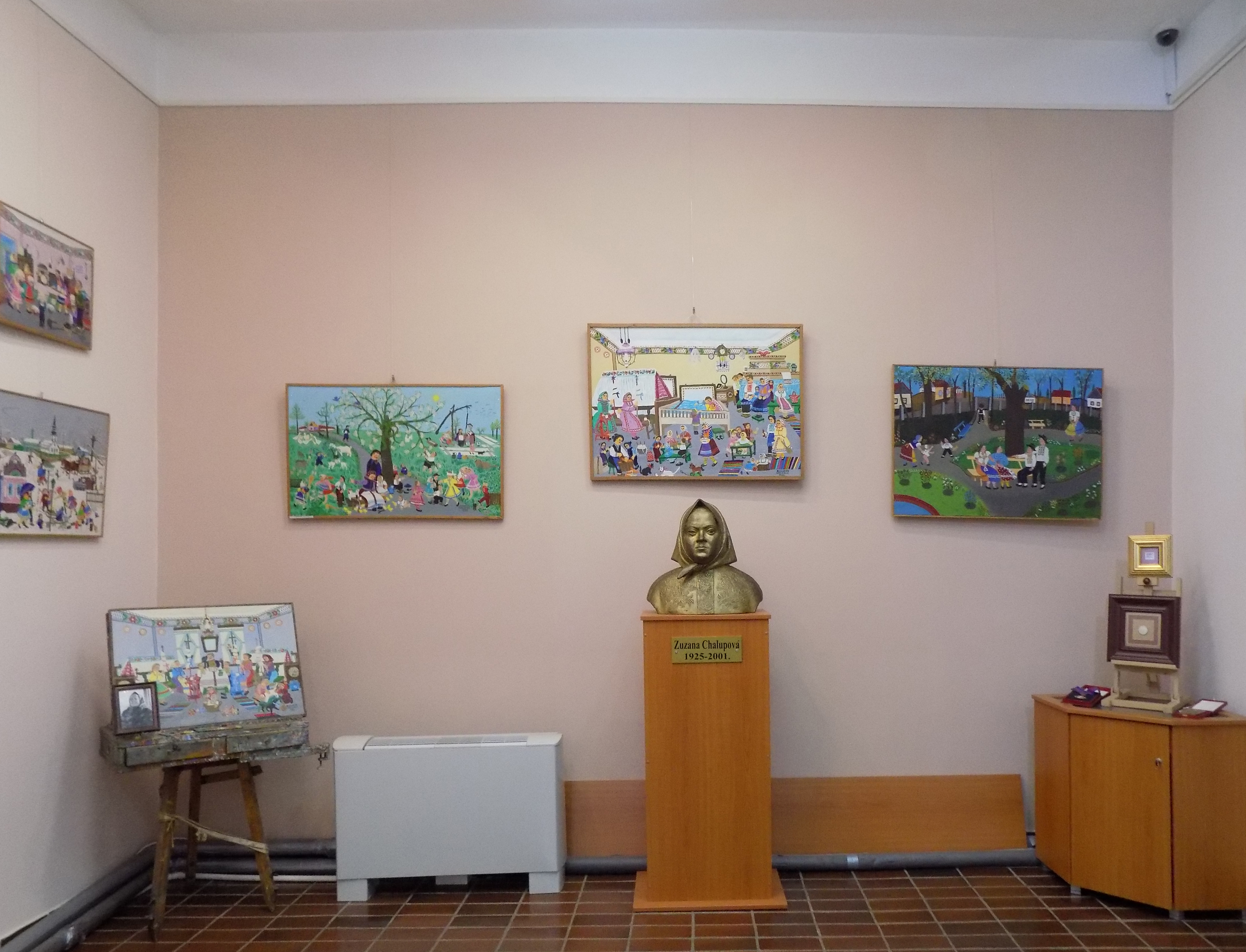
Prace Zuzany Halupovej
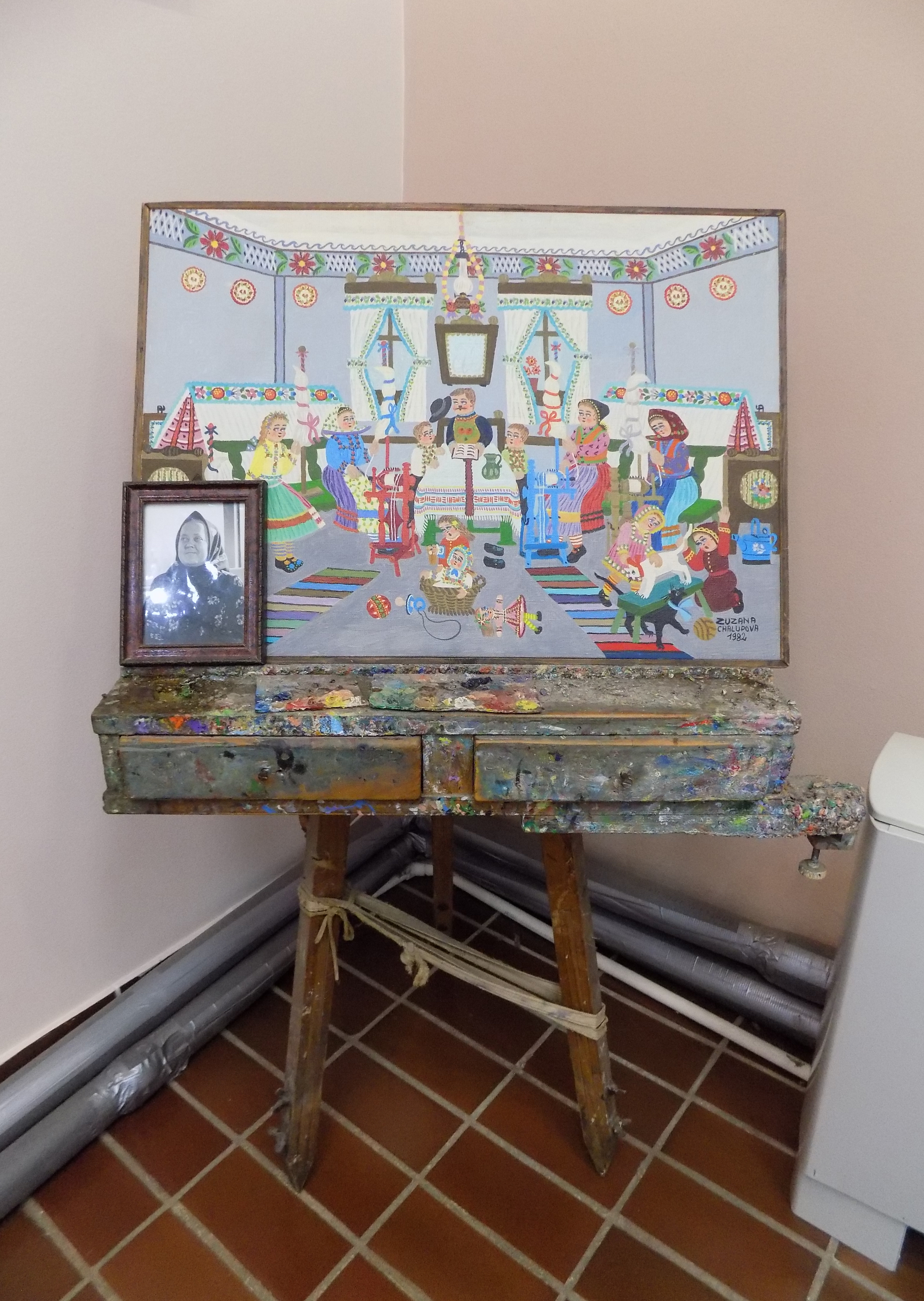
Sztaluga i jeden z obrazów Zuzany Halupovej
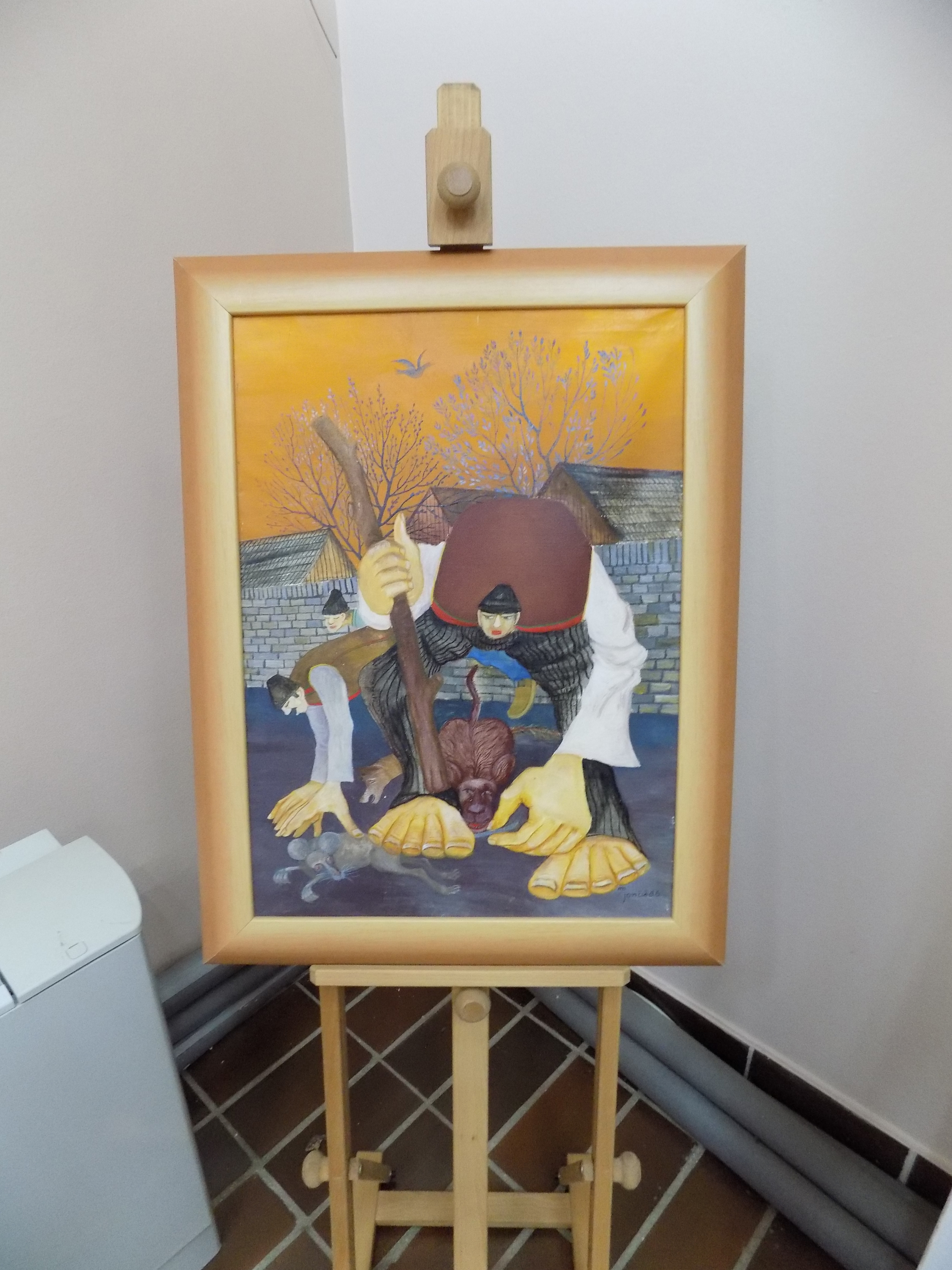
Jedno z dzieł Martina Jonaša
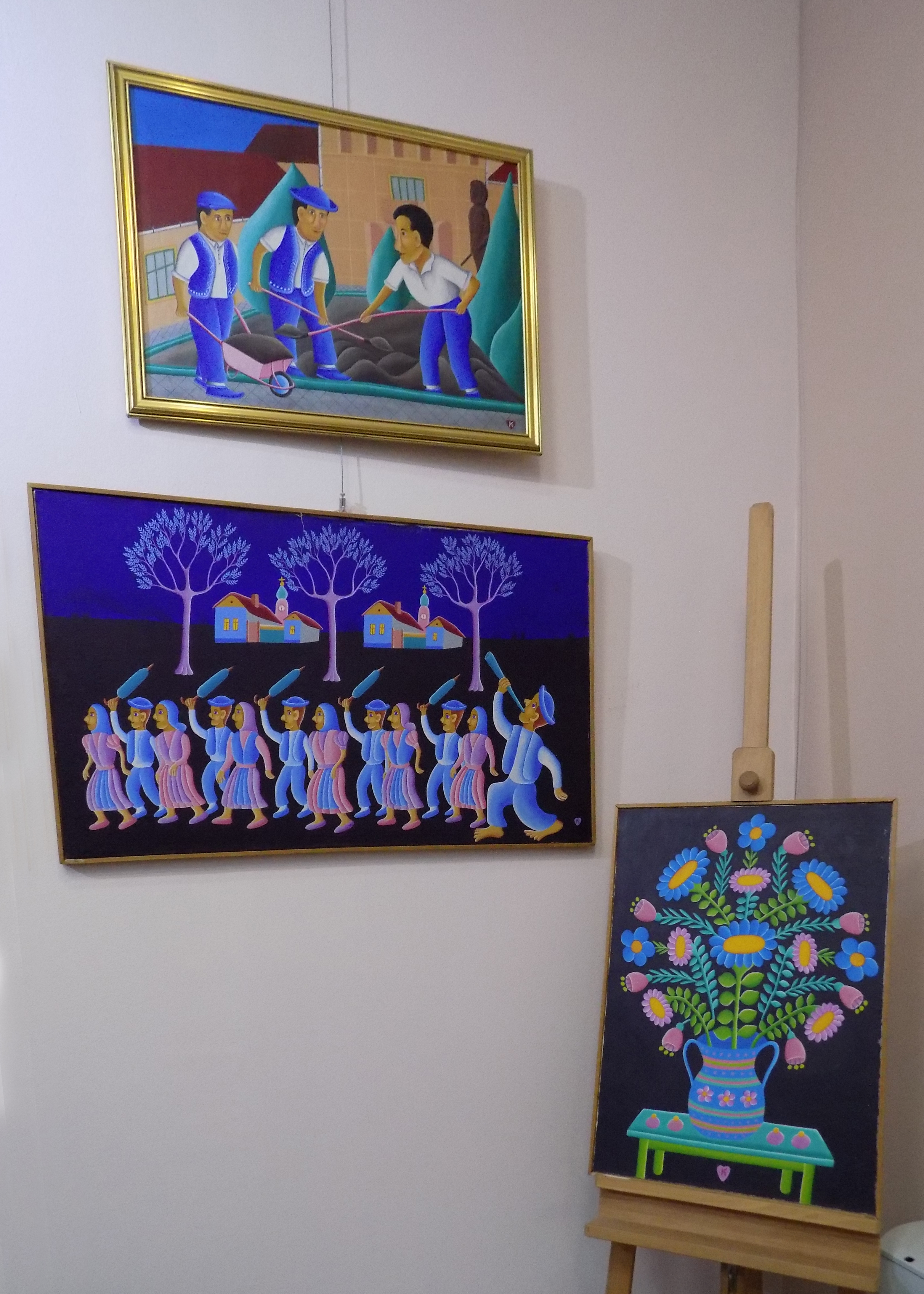
Prace Jana Knjazovica
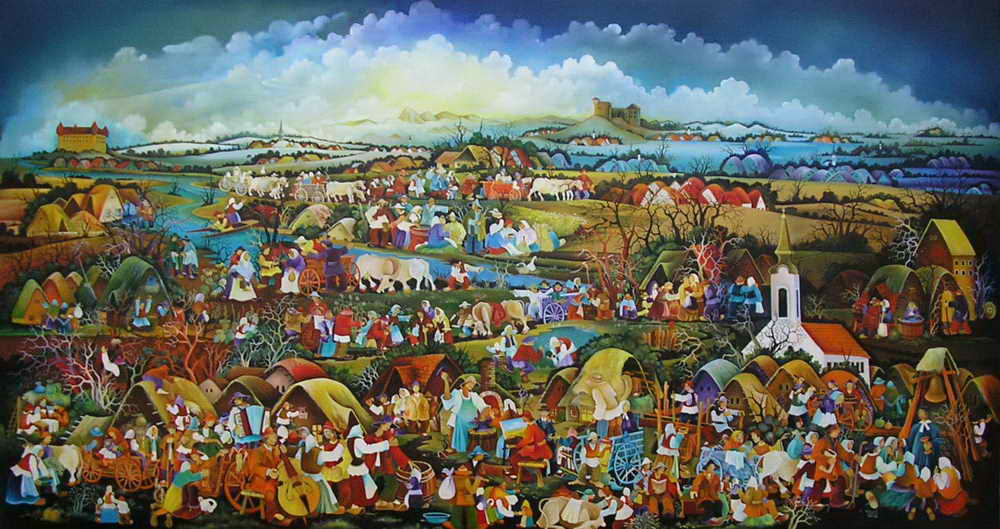
Jan Glozik, Dvesta godina Kovačice
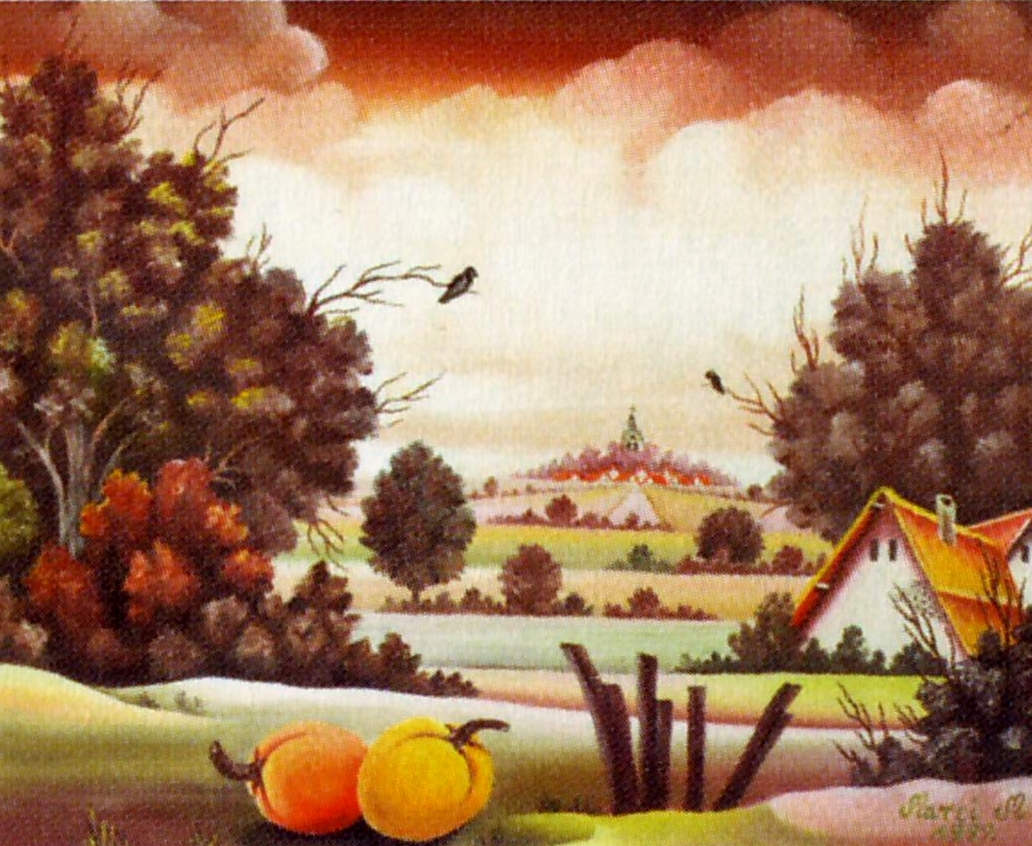
Martin Markov, Banátska rovina, 1999
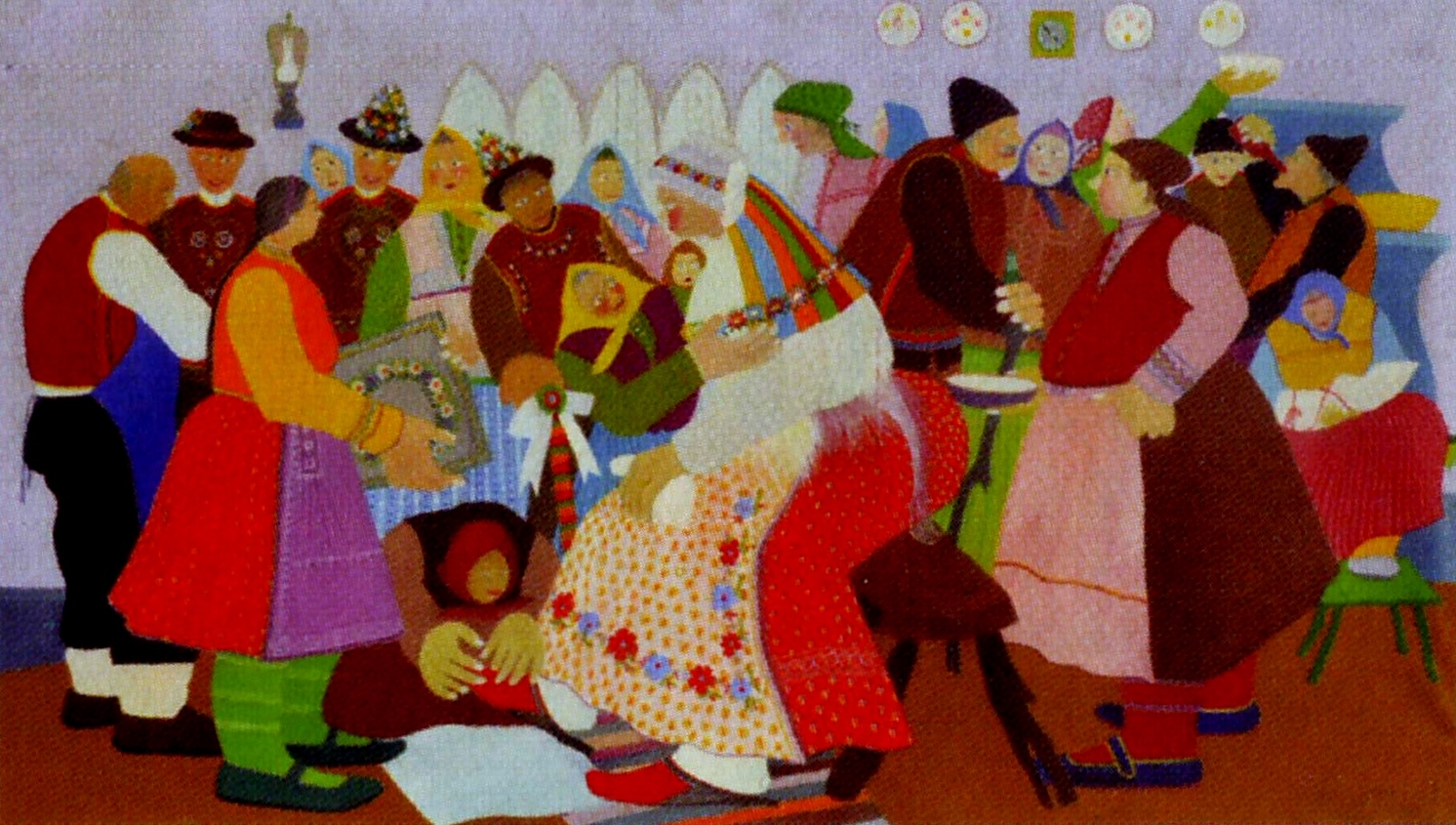
Martina Jonaš, Svadba v Kovačici, 1962